# 新竹縣立東興國民中學
24°48′41″N 121°01′48″E / 24.811276°N 121.030114°E
新竹縣立東興國民中學，簡稱東興國中，位於新竹縣竹北市嘉豐六路一段101號，成立於2015年8月，2016年因校舍未完工，暫借安興國小上課十週，直到同年11月14日正式入駐校舍。

## 簡介

### 名稱
因學校所在地跨越東平里和中興里，各取「東」和「興」兩字，同時也因東興圳貫穿該區，而命名為「東興國民中學」。

### 校史
- 2015年3月一期工程（校舍、操場）動土。
- 2015年8月1日正式成立。
- 2016年8月第一屆正式招生。
- 2016年9月5日搬遷至安興國小上課[3]。
- 2016年11月14日搬回新校舍。
- 2017年1月26日第一期工程竣工。
- 2018年5月28日第二期工程（活動中心）動土[6]。
- 2019年6月產生首屆畢業生。
- 2020年1月10日第二期工程竣工。
- 2020年6月23日活動中心正式啟用。[4]

### 歷任校長
| 任次 | 姓名   | 任期                |
| ---- | ------ | ------------------- |
| 1    | 謝鳳香 | 2016年8月—2020年7月 |
| 2    | 林健明 | 2020年8月—          |

## 外部連結
- 官方网站 （页面存档备份，存于）